# Кемден (округ, Нью-Джерсі)
Шаблон:StateAbbr_ 39°48′ пн. ш. 74°58′ зх. д. / 39.8° пн. ш. 74.96° зх. д.
Округ  Кемден (англ. Camden County) — округ (графство) у штаті  Нью-Джерсі, США. Ідентифікатор округу 34007.

## Історія
Округ утворений 1844 року.

## Демографія
За даними перепису 
2000 року 
загальне населення округу становило 508932 осіб, зокрема міського населення було 505394, а сільського — 3538.
Серед мешканців округу чоловіків було 245577, а жінок — 263355. В окрузі було 185744 домогосподарства, 129844 родин, які мешкали в 199679 будинках.
Середній розмір родини становив 3,23.
Віковий розподіл населення поданий у таблиці:
| Стать    | До 15 років | 15-21 | 22-29 | 30-39 | 40-49 | 50-65 | 65-85 | Понад 85 |
| -------- | ----------- | ----- | ----- | ----- | ----- | ----- | ----- | -------- |
| Чоловіки | 58282       | 23797 | 24615 | 39347 | 38247 | 35876 | 23369 | 2044     |
| Жінки    | 55027       | 22872 | 25398 | 41093 | 40919 | 39690 | 32857 | 5499     |

## Суміжні округи
- Берлінгтон – північний схід
- Атлантик – південний схід
- Глостер – південний захід
- Філадельфія, Пенсільванія – північний захід

## Виноски
1. ↑  Forstall, Richard L. Population of states and counties of the United States: 1790 to 1990 from the Twenty-one Decennial Censuses [Архівовано 2 січня 2016 у Wayback Machine.], pp. 108–109. Бюро перепису населення США, March 1996. ISBN 9780934213486. Accessed October 3, 2013.
2. ↑  New Jersey: 2010 - Population and Housing Unit Counts; 2010 Census of Population and Housing [Архівовано 23 липня 2013 у Wayback Machine.], p. 6, CPH-2-32. Бюро перепису населення США, August 2012. Accessed August 29, 2016.
3. ↑  DP-1 – Profile of General Demographic Characteristics: 2000; Census 2000 Summary File 1 (SF 1) 100-Percent Data for Camden County, New Jersey[недоступне посилання], Бюро перепису населення США. Accessed January 21, 2013.(англ.) Наведено за англійською вікіпедією.
4. ↑  DP1 – Profile of General Population and Housing Characteristics: 2010 Demographic Profile Data for Camden County, New Jersey[недоступне посилання], Бюро перепису населення США. Accessed March 25, 2016.
5. ↑  American FactFinder. Бюро перепису населення США. Архів оригіналу за 29 липня 2011. Процитовано 31 січня 2008.

| США | Це незавершена стаття з географії США. Ви можете допомогти проєкту, виправивши або дописавши її. |